# Eärnur
Eärnur är en fiktiv karaktär i Tolkiens Midgård. Han var den 33:e och sista kungen av Anárions linje och Gondors sista kung, tills Konungens återkomst. Han föddes 1928 T.A och dog 2050, han var son till Eärnil II, den store generalen, som vann en stor seger vid Slaget vid Poros, samt då han stormade vagnsryttarnas läger längre norrut. Eärnur själv var en stor general precis som sin far och hade stort mod. Men han hade inte sin fars visdom, vilket ledde till en tidig död (se nedan).  
Eärnur var en man av stark kropp och hett humör, han var framåt på slagfältet och en väldig krigare. Ingen i Gondor kunde stå emot honom i de vapenlekar han gillade. Hans fader hade lovat att skicka hjälp till Arnor som kände sig maktlöst inför hotet från Angmar. Men det skulle dröja länge innan Eärnil II kände sig tillräckligt säker för att våga göra det.
När det väl blev av, år 1975, skickades en mindre styrka under Eärnurs ledning, som dock tycktes mäkta stor för alverna; alla hamnar fylldes, från Harlond till Mithlond. Men förstärkningarna kom för sent, och Fornost hade redan fallit då Eärnur kom för att krossa Angmar. Häxmästarkungen av Angmar var så stolt att han stred utanför Fornosts murar, men det blev till hans egen olycka då Gondors kavalleri ryckte fram och fienden slaktades. Till slut var Häxmästaren ensam på slagfältet, och Eärnur som red i främsta ledet, sökte möta honom man mot man. Men Eärnurs häst kunde inte stå emot Häxmästaren och han fördes långt bort. Då gav Häxmästaren upp ett fasansfullt hånskratt; men skrattet fastnade i hans strupe då Glorfindel red upp på sin vita springare och Häxmästaren flydde. Glorfindel uttalade då sin berömda spådom att Häxmästaren inte skulle dödas av en man. Men Eärnur blev vred av förödmjukelsen att behöva fly från Häxmästaren och ville hämnas. 
Snart återvände Eärnur till Gondor efter att Angmar krossats, och han blev kung 2043 då hans fader dog. Då utmanade Häxmästaren honom på envig; men Mardil lyckades hålla tillbaka kungens vrede denna gång. Men när nästa utmaning kom år 2050 red Eärnur med ett litet följe riddare till Minas Morguls port och hördes aldrig av mer. I Gondor antogs det att Eärnur hade förråtts av Nazgûl och dött av tortyr i Minas Morgul. Därefter tog Mardil, den första regerande rikshovmästaren, makten över Gondor "tills konungen kommer åter", eftersom Ëarnur inte hade någon arvinge som kunde ta över tronen.